# Carl von Tyszka
Carl Alexander Friedrich Ulrich von Tyszka (* 5. Oktober 1873 in Posen; † 9. Oktober 1935 in Hamburg) war ein deutscher Finanzwissenschaftler und Professor an der Universität Hamburg.

## Leben

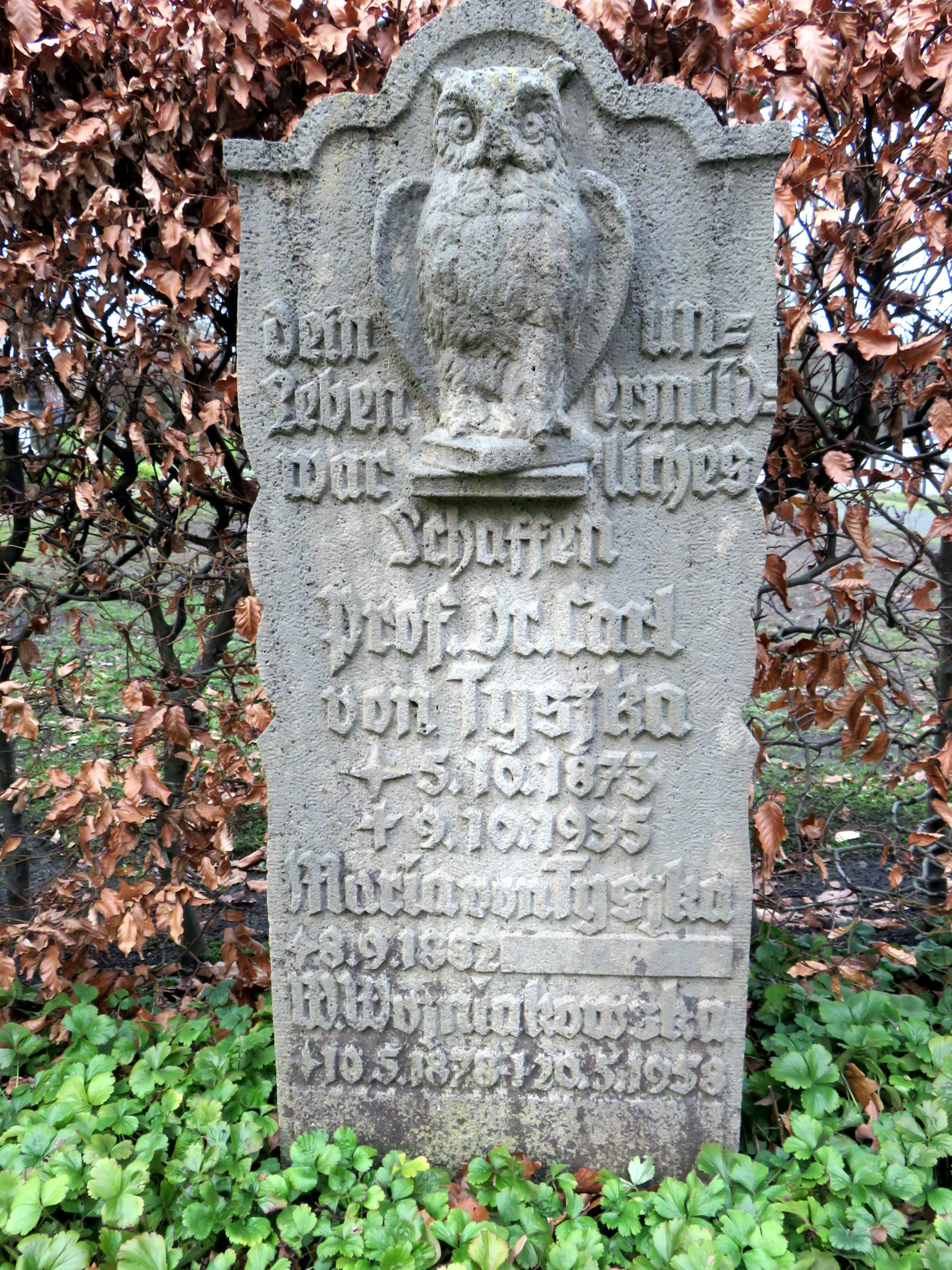
Grabmal am Museum auf dem Friedhof Ohlsdorf

Seine Eltern waren der Oberstleutnant Friedrich Wilhelm Auguste Otto Hubertus von Tyszka (* 12. Dezember 1835; † 23. Januar 1907) und dessen Ehefrau Anna Marie Jeannette Luise, geb. von Seydlitz-Kurzbach (* 11. Januar 1849; † 1. Oktober 1907).
Tyszka war bis 1901 Offizier, seit 1903 studierte er Staatswissenschaften in München und Tübingen. Er promovierte 1908 an der Universität Tübingen bei Carl Johannes Fuchs über ein wirtschaftshistorisches Thema. In den Statistischen Ämtern Berlin, Charlottenburg, Leipzig und schließlich ab 1917 Hamburg arbeitete er als Statistiker, ab 1926 als Regierungsrat im Statistischen Landesamt Hamburg. Er war ab 1918 Honorarprofessor an der Universität Hamburg, wo er sich 1920 in Statistik habilitierte. Er unterschrieb 1933 das Bekenntnis der deutschen Professoren zu Adolf Hitler, wurde aber 1934 aus gesundheitlichen und politischen Gründen in den Ruhestand versetzt. Eine Ernennung zum nichtbeamteten a. o. Prof. erfolgte auch wegen politischen Drucks nicht. Einige seiner Bücher sind 1933 verbrannt worden. Daraufhin verzichtete von Tyszka auf die Venia legendi.

## Schriften
- Handwerk und Handwerker in Bayern im 18. Jahrhundert: eine wirtschaftsgeschichtliche Studie über die bayerische Gewerbeverfassung im 18. Jahrhundert, München 1907 (Dissertation Universität Tübingen),
- Die Lebenshaltung der arbeitenden Klassen in den bedeutenden Industriestaaten: England, Deutschland, Frankreich, Belgien und Vereinigte Staaten von Amerika, Jena 1912 Nachdruck 1992 ISBN 3-289-00567-4 (1933 aus den Bibliotheken entfernt)
- Löhne und Lebenskosten in Westeuropa im 19. Jahrhundert, München 1914
- Teuerung und Krieg, Berlin 1916
- Das weltwirtschaftliche Problem der modernen Industriestaaten, Berlin 1916
- Die Sozialisierung des Wirtschaftslebens: Grundsätzliches über Möglichkeiten und Notwendigkeiten, 1919
- Grundzüge der Finanzwissenschaft mit besonderer Berücksichtigung der Reichsfinanzreform von 1919/20, 1920
- Volkswirtschaftliche Theorien, 1920 (1933 aus den Bibliotheken entfernt)
- Statistik. Theorie, Methode und Geschichte der Statistik, 1924
- Ernährung und Lebenshaltung des deutschen Volkes. Ein Beitrag Zur Erkenntnis des Gesundheitszustandes des deutschen Volkes, 1934, Nachdruck 2013 ISBN 978-3-642-89469-5

## Belege
1. ↑  Michael Grüttner und Sven Kinas: Die Vertreibung von Wissenschaftlern aus den deutschen Universitäten 1933–1945. In: Vierteljahrshefte für Zeitgeschichte 1/2007, S. 173 (PDF)